# Bågetjärnet
Bågetjärnet är en sjö i Bengtsfors kommun i Dalsland och ingår i Göta älvs huvudavrinningsområde. Sjön har en area på 0,349 kvadratkilometer och ligger 95,5 meter över havet.

## Delavrinningsområde
Bågetjärnet ingår i det delavrinningsområde (654534-129777) som SMHI kallar för Utloppet av Laxsjön. Medelhöjden är 107 meter över havet och ytan är 49,62 kvadratkilometer. Räknas de 281 avrinningsområdena uppströms in blir den ackumulerade arean 3 118,02 kvadratkilometer. Upperudsälven som avvattnar avrinningsområdet har biflödesordning 2, vilket innebär att vattnet flödar genom totalt 2 vattendrag innan det når havet efter 186 kilometer. Avrinningsområdet består mestadels av skog (45 procent). Avrinningsområdet har 16,47 kvadratkilometer vattenytor vilket ger det en sjöprocent på 33,1 procent. Bebyggelsen i området täcker en yta av 3,8 kvadratkilometer eller 8 procent av avrinningsområdet.